# Авскультант
Авскультант
(лат.) - 1. Лікар, який проводить авскультацію (вислухування хворого). 2. У деяких західноєвропейських країнах — судовий урядовець, судовий практикант. 3. Кандидат на професора.